# Vera Fischer (Pädagogin)
Maria Vera Fischer, OSF, (* 9. Februar 1943 in München) ist eine deutsche Sozial- und Montessoripädagogin. Die Franziskanerin war langjährige Leiterin der Fachakademie für Sozialpädagogik Dillingen.

## Leben und Wirken
Theresia Fischer war das dritte und jüngste Kind ihrer Eltern. In Maria Medingen absolvierte sie die Mädchenmittelschule der Dillinger Franziskanerinnen. Anschließend besuchte sie von 1960 bis 1962 in Dillingen an der Donau das Kindergärtnerinnen- und Hortnerinnenseminar, das ebenfalls unter der Trägerschaft der Franziskanerinnen stand. Nach ihrem Eintritt in den Orden, wo sie den Namen Schwester Maria Vera annahm, und ihrer Tätigkeit als Kindergärtnerin in Straubing, studierte sie auf Wunsch der Ordensleitung Sozialpädagogik in München an der Fachhochschule für Sozialpädagogik in Aufbauform. Nach dem Studium unterrichtete sie u. a. Praxis- und Methodenlehre, Jugendpflege, Spiel und Rhythmik an ihrer einstigen Ausbildungsstätte, die 1973 zur Fachakademie für Sozialpädagogik umgewandelt wurde. Zusätzlich zeichnete sie noch als stellvertretende Schulleitung verantwortlich. Mit Beginn des Schuljahres 1975/76 übernahm Fischer die Leitung der sozialpädagogischen Ausbildungsstätte, die sie bis zum Schuljahr 2009/2010 innehatte. Daneben leitete sie über 30 Jahre ein Internat für junge Frauen, die überwiegend die Dillinger Fachakademie für Sozialpädagogik besuchten. Im Ruhestand galt  ihr soziales Engagement u. a. der Flüchtlingshilfe.
Neben der Tätigkeit als Schulleiterin und wichtigen Aufgaben innerhalb ihrer Schwesterngemeinschaft sowie ihrem Engagement in der Pfarrgemeinde St. Peter war/ist Fischer, die noch das internationale Montessori-Diplom in einem berufsbegleitenden Lehrgang erwarb, eine geschätzte Referentin zur Fragen der Kindergarten- und Montessoripädagogik, weit über den Landkreis Dillingen an der Donau hinaus.

## Auszeichnungen
- Dillinger Bürgerbrief (2016)

## Publikationen
- Maria Montessori 1870–1952. Eine Frau von Gestern für Heute und Morgen – Ein Vorbild, das mich begeistert und überzeugt, in: Fachakademie für Sozialpädagogik Dillingen (Hrsg.): Festschrift zum 75-jährigen Jubiläum, Dillingen 1988, S. 109–111
- Mit Kindern meditieren. Oder besser: Von ihnen Meditieren lernen, in: Theorie und Praxis der Sozialpädagogik 1988/H. 6, S. 320–322
- Fachakademie für Sozialpädagogik der Franziskanerinnen, in: Arbeitsgemeinschaft der Bayer. Fachakademien für Sozialpädagogik (Hrsg.): Kindergärtnerinnen-Seminare. Fachschulen und Fachakademien für Sozialpädagogik in Bayern. Chronik, Freising-Lerchenfeld 1986, S. 34–35
- Fachakademie für Sozialpädagogik Dillingen des Schulwerks der Diözese Augsburg, in: Arbeitsgemeinschaft katholischer Fachakademien für Sozialpädagogik in Bayern (Hrsg.): 1974 bis 2004 – 30 Jahre Arbeitsgemeinschaft katholischer Fachakademien für Sozialpädagogik in Bayern. Festschrift und Chronik, o. O., o. J., S. 33